# Monseñor Feliciano González
Monseñor Feliciano González est l'une des trois paroisses civiles de la municipalité de Francisco Linares Alcántara, dans l'État d'Aragua au Venezuela. Sa capitale est Paraparal.

## Géographie

### Démographie
La paroisse civile constitue de facto les quartiers occidentaux de Paraparal et méridionaux de Maracay, la capitale de l'État. Elle n'abrite aucune autre localité puisqu'elle constitue une continuité urbaine de cette dernière.